# Zeugites sagittatus
Zeugites sagittatus är en gräsart som beskrevs av William Hartley. Zeugites sagittatus ingår i släktet Zeugites och familjen gräs. Inga underarter finns listade i Catalogue of Life.